# إنتاكتوجين
إنتاكتوجين، المعروفة أيضًا باسم المخدرات المساعدة على التعاطف أو المخدرات الموصلة، هي فئة من المخدرات النفسية التي تحفز إنتاج تجارب التواصل العاطفي، والتوحد، والترابط، والانفتاح العاطفي (أي التعاطف) كما يُلاحظ ويُبلغ عنه خصوصًا عند تجربة المخدرات مثل (MDMA). هذه الفئة من المخدرات تميزت عن فئات المهلوسات أو المخدرات النفسية والمنشطات، مع أن المخدرات المتعاطفة، مثل (MDMA)، قد تحتوي أيضًا على هذه الخصائص. تُستخدم المخدرات المتعاطفة مواد ترفيهية، ويُتحقق في استخدامها الطبي في علاج الاضطرابات النفسية، مثل العلاج باستخدام (MDMA) لعلاج اضطراب ما بعد الصدمة (PTSD).
الأسماء الشهيرة في هذه الفئة من المخدرات تشمل الميثيلين ديوكسي فينيل إيثيل أمينات (MDxx) مثل(MDMA)، (MDA)، (MDEA)، (MDOH)، (MBDB)، وميثيلون، والبنزو فيورانات مثل (5- APB)،( 5-MAPB)،(6-APB)، (-MAPB6)، والكاثينون الميفيدرون، و2-أمينوإندين مثل (MDAI)، وألفا ألكيل تربتامينات مثل (αMT) و(αET)، وغيرها. معظم المخدرات المتعاطفة هي أمفيتامينات، مع أن البعض مثل (αMT) و(αET) هي تربتامينات. عند الإشارة إلى (MDMA) وأقرانه، غالبًا ما يُستخدم مصطلح (MDxx) باستثناء بعض المخدرات غير المتعاطفة مثل (MDPV).
تعمل المخدرات المتعاطفة عوامل إطلاق السيروتونين (SRAs) وذلك هو تأثيرها الرئيسي. مع ذلك، تحتوي المخدرات المتعاطفة أيضًا على تأثيرات إضافية، مثل تحفيز الدوبامين والنورإبينفرين، وتفعيل مستقبلات السيروتونين (5-HT2)، ما يسهم في تأثيراتها أيضًا. يُعتقد أن إفراز الدوبامين والنورإبينفرين يوفر تأثيرات منشطة، مُحسنة للمزاج، وتأثيرات قلبية وعائية أو مماثلة للسمبثاوي، في حين يؤدي تفعيل مستقبلات السيروتونين (5-HT2A) إلى تأثيرات نفسية متغيرة في شدتها، قد يعزز كل من إفراز الدوبامين وتفعيل مستقبلات السيروتونين (5-HT2) من التأثيرات المتعاطفة كثيرًا ويكون لهما دور حاسم في السماح بحدوث «السحر» النوعي لهذه المخدرات. المخدرات المتعاطفة التي تحفز إفراز السيروتونين والدوبامين في وقت واحد، مثل (MDMA)، معروفة بأنها تسبب سمية عصبية سيروتونية طويلة الأمد مع تأثيرات مرتبطة في الإدراك والذاكرة وتغيرات نفسية.
صُنع (MDA) و(MDMA)  لأول مرة بشكل مستقل في أوائل العشرينات من القرن العشرين. اكتُشفت تأثيرات (MDA) النفسية عام 1930 ولكن لم توصف حتى الخمسينيات. ظهر (MDA) و(MDMA) مخدرات ترفيهية في الستينيات، وُصفت تأثيرات (MDMA) المتعاطفة الفريدة لأول مرة في السبعينيات. أُسست المخدرات المتعاطفة فئةً دوائية مميزة بناءً على تحفيز إفراز السيروتونين في منتصف الثمانينيات وطُورت المخدرات المتعاطفة الجديدة مثل (MBDB) في هذا الوقت وبعده. اكتشف جوردون آليس تأثيرات(MDA) النفسية، ولعب ألكسندر شولغين دورًا رئيسيًا في نشر الوعي حول (MDMA) وتأثيراته الفريدة، وعرّف رالف ميتزنر وديفيد إي نيكولس المخدرات المتعاطفة رسميًا وتحديدها فئةً متميزة من المخدرات. العديد من المخدرات المتعاطفة مثل (MDMA) هي مواد خاضعة للرقابة في جميع أنحاء العالم.

## الاستخدامات

### الترفيهية
تُستخدم المخدرات المتعاطفة مواد ترفيهية، يشمل ذلك الحفلات (الريفز).

### الطبية
بدأ الأطباء النفسيون باستخدام المخدرات المتعاطفة أدوات للعلاج النفسي في السبعينيات رغم عدم وجود تجارب سريرية. في السنوات الأخيرة، بدأت الأوساط العلمية إعادة النظر في الاستخدامات العلاجية المحتملة للمخدرات المتعاطفة. دُرست نماذج العلاج باستخدام (MDMA) بسبب خصائصه المتعاطفة. هذا النوع من العلاج سيكون مناسبًا لعلاج المرضى الذين يعانون صدمات نفسية مثل (PTSD). يمكن ربط الذكريات المؤلمة بالخوف لدى المرضى ما يجعل التفاعل مع هذه الذكريات صعبًا. يسمح إعطاء مخدر متعاطف مثل (MDMA) للمريض بالانفصال عن الخوف المرتبط بالذكريات المؤلمة والانخراط في العلاج. يعمل (MDMA) من طريق استهداف استجابة الجسم للتوتر لإحداث هذا التأثير العلاجي. إضافة إلى تقليل القلق واستجابة الخوف المشروطة، يقلل (MDMA) أيضًا من تجنب المشاعر. يصبح المرضى قادرين على الوثوق بأنفسهم ومعالجهم والتفاعل مع الذكريات المؤلمة.
مع أن التأثيرات العلاجية للمخدرات المتعاطفة قد تكون واعدة، فإن المخدرات مثل (MDMA) قد تكون لها تأثيرات سلبية غير منتجة في بيئة العلاج. مثلًا، قد يجعل (MDMA) الإدراك السلبي أسوأ. هذا يعني أن التجربة الإيجابية ليست مضمونة وقد تكون مشروطة بجوانب مثل البيئة وتوقعات المريض. أيضًا، لا يوجد نموذج واضح للوسائل النفسية-دوائية لتجربة إيجابية أو سلبية. هناك أيضًا قلق محتمل بشأن تأثيرات(MDMA) السامة العصبية على كثافة الألياف العصبية للسيروتونين في القشرة الجديدة. قد تؤدي الجرعات العالية من (MDMA) إلى استنزاف محتمل لمحاور السيروتونين العصبية. مع ذلك، قد لا تسبب الجرعات المنخفضة المطلوبة للعلاج التأثيرات ذاتها.
اعتبارًا من عام 2025، العلاج النفسي المساعد باستخدام (MDMA) (MDMA-AT)  هو في المرحلة النهائية من التجارب السريرية لعلاج (PTSD).

## التأثيرات
اختير المصطلحان المعتمدان المستخدمان في تسمية فئة الأدوية العلاجية(MDMA) والمركبات ذات الصلة بهدف تقديم بعض الانعكاس للتأثيرات النفسية المبلغ عنها المرتبطة بالأدوية في هذه الفئة وتمييز هذه المركبات عن المخدرات النفسية الكلاسيكية مثل (LSD) ، والميزكالين، والسيليوسيبين، والمنشطات الرئيسية مثل الميثامفيتامين والأمفيتامين، يُصنف (MDMA) كيميائيًا أنه أمفيتامين مبدل (يشمل المنشطات مثل الدكستروأمفيتامين والمواد النفسية مثل 2،5-ديمثوكسي-4-ميثيلأمفيتامين)، ما يجعل (MDMA) أمفيتامين فينيل إيثيل أمين مبدل (يشمل المنشطات الأخرى مثل الميثيلفينيديت والمواد النفسية الأخرى مثل الميزكالين) حسب تعريف الأمفيتامين. في حين أن (MDMA) مرتبط كيميائيًا بكل من المواد النفسية والمنشطات، فإن التأثيرات النفسية المجربة أُبلغ عنها لتوفير جوانب واضحة وملموسة من الترابط الشخصي، والمشاعر بالاتصال، والتواصل مع الآخرين، والقدرة على الشعور بما يشعر به الآخرون -استحضار تناغم تعاطفي باستمرار. في حين قد تؤدي المواد النفسية مثل (LSD) في بعض الأحيان إلى تأثيرات من التناغم التعاطفي، فإن هذه التأثيرات عادة ما تكون لحظية ويمر بها الشخص في طريقه إلى بعد أو اهتمام آخر. في المقابل، السمة الرئيسية التي تميز (MDMA) عن تجارب (LSD) هي استمرارية تأثيرات التواصل العاطفي، والترابط، والانفتاح العاطفي. باختصار، التعاطف والشفقة.

## الآثار الجانبية
تشمل الآثار الجانبية للمخدرات المتعاطفة مثل (MDMA) اتساع حدقة العين، والحركات غير الطبيعية للعين، وتشنج الفك، وطحن الأسنان، والأرق، وفقدان الشهية، والتسرع في ضربات القلب، وارتفاع ضغط الدم، وفرط الحرارة، وغيرها. قد تشمل الآثار السلبية الشديدة للمخدرات المتعاطفة مثل (MDMA) الجفاف، فرط الحرارة، النوبات، تحلل العضلات، تجلط الدم المنتشر، نقص الصوديوم في الدم، الفشل الكلوي الحاد، تلف الكبد، متلازمة السيروتونين، وأمراض الصمامات القلبية. قد تؤدي المخدرات المتعاطفة إلى سمية عصبية سيروتونية طويلة الأمد وأضرار مرتبطة في الإدراك والذاكرة إضافة إلى تغيرات نفسية.

## الجرعة الزائدة
تُظهر المخدرات المتعاطفة مثل (MDMA) هامش أمان أضيق وتسممًا أكبر في حالة الجرعة الزائدة مقارنة بالمواد النفسية السيروتونية. في حين أن (LSD) والسيليوسيبين لهما جرعات مميتة بشرية مُستنتجة مقارنة بالجرعات الترفيهية المعتادة بنحو 1000 مرة و200 مرة على التوالي، فإن جرعة (MDMA) المميتة المقدرة هي حوالي 15 أو 16 مرة من جرعة ترفيهية واحدة.

## التفاعلات
تُشكل المخدرات المتعاطفة مثل (MDMA) مخاطر عالية لمتلازمة السيروتونين الحادة والأزمة المرتبطة بارتفاع ضغط الدم لدى الأشخاص الذين يتناولون مثبطات أكسيداز أحادي الأمين (MAOIs) بسبب الارتفاع المتضاف للمونوأمينات مثل السيروتونين والنورإبينفرين. أيضًا فإن (MDMA) له القدرة على التفاعل مع العديد من الأدوية الأخرى.